# Massimo Drechsler
Massimo Drechsler (* vor 1970) ist ein deutscher Schlagwerker und Schlagzeuger, Musikpädagoge und Hochschullehrer italienischer Herkunft.

## Leben und Wirken
Drechsler studierte an der Hochschule für Musik und Theater Hamburg bei Robert Hinze und Gernot Schulz Schlagzeug und ist seit 1989 beim Philharmonischen Staatsorchester Hamburg tätig. Nebenbei lehrte er u. a. von 1989 bis 1999 am Hamburger Konservatorium und von 1999 bis 2008 an der Musikhochschule Lübeck. Ab 2003 lehrte Drechsler auch an Hochschule für Musik und Theater Hamburg als Hauptfachprofessor. Zunächst wirkte er dort als Vertretung für den verstorbenen Joachim Winkler. Die Professur wurde schließlich mit Drechsler nachbesetzt. Zu seinen Schülern gehören z. B. Olaf Koep, Johannes Simmat, Andy Limpio, Sönke Schreiber und Fabian Otten.
Neben dem Bereich der Klassik tritt er stilübergreifend in unterschiedlichen Bands und Crossover-Projekten in Erscheinung. Er spielte beispielsweise in der deutschen Speed- und Power-Metal-Band Helloween sowie im Hamburger Percussion-Ensemble ElbtonalPercussion. Drechsler war als Schlagzeuger und Schlagwerker an zahlreichen Tonträgerproduktionen beteiligt.